# Mammilloydia candida
Mammilloydia candida (Scheidw.) Buxb. – gatunek sukulenta z rodziny kaktusowatych (Cactaceae), jedyny przedstawiciel monotypowego rodzaju Mammilloydia Buxb. Występuje w Meksyku.

## Systematyka
Uwagi taksonomiczne
Rodzaj Mammilloydia jest czasem włączany do rodzaju Mammillaria Haw.
Pozycja systematyczna według APweb (aktualizowany system APG III z 2009)
Należy do rodziny kaktusowatych (Cactaceae) Juss., która jest jednym z kladów w obrębie rzędu goździkowców (Caryophyllales)  i klasy roślin okrytonasiennych. W obrębie kaktusowatych należy do plemienia Cactaceae, podrodziny Cactoideae.
Pozycja w systemie Reveala (1993-1999)
Gromada okrytonasienne (Magnoliophyta Cronquist), podgromada Magnoliophytina Frohne & U. Jensen ex Reveal, klasa Rosopsida Batsch, podklasa goździkowe (Caryophyllidae Takht.), nadrząd  Caryophyllanae Takht.,  rząd goździkowce (Caryophyllales Perleb), podrząd Cactineae Bessey in C.K. Adams, rodzina kaktusowate (Cactaceae Juss.), rodzaj Mammilloydia Buxb..